# Graculavidae
Graculavidae — викопна родина сивкоподібних птахів, що існувала на межі крейдяного періоду та палеоцену (72-55 млн років тому. Це морські напівводні птахи, що мешкали на заході Атлантичного океану та у Західному Внутрішньому морі.
Ці довгоногі болотні птахи — сполучна ланка між журавлеподібними і більш просунутими сивкоподібними. Усередині цієї примітивної групи ранньотретинний навколоводний птах Presbyornis, можливо, близький до предків гусеподібних (Anseriformes). Як і більш пізні сивкоподібні, гракулавіди відрізняються присутністю чотирьох вирізок по каудальному краю грудини.

## Роди
- Graculavus
- Palaeotringa
- Telmatornis
- Zhylgaia
- Scaniornis
- Dakotornis